# Tour de Romandía 2013
La 67.ª edición del Tour de Romandía se disputó en Suiza, del 23 al 28 de abril de 2013. Contó con un prólogo inicial y cinco etapas, para una distancia total de 758,95 km.
La carrera formó parte del UCI WorldTour 2013.
El ganador final fue Chris Froome, quién tomó el maillot amarillo al ganar el prólogo y reafirmó su posición de líder en la etapa reina (4.ª) al finalizar segundo. Simon Špilak (ganador de la etapa reina), fue segundo en la carrera y el podio lo completó el portugués Rui Costa.
En las clasificaciones secundarias se impusieron: Marcus Burghardt (montaña), Matthias Brändle (sprints), Wilco Kelderman (jóvenes) y Sky (equipos).

## Equipos
Tomaron parte en la carrera 21 equipos: los 19 de categoría UCI ProTeam (al tener obligada su participación); más 2 de categoría Profesional Continental mediante invitación de la organización (el francés Team Europcar y el local IAM Cycling). Formando así un pelotón de 168 ciclistas, con 8 corredores cada equipo de los que acabaron 115.
| ProTeams (19)- AG2R La Mondiale - Argos-Shimano - Astana - Blanco - BMC Racing Team - Cannondale Pro Cycling - Euskaltel-Euskadi - FDJ - Garmin Sharp - Katusha - Lampre-Merida - Lotto-Belisol - Movistar Team - Omega Pharma-Quick Step - Orica-GreenEDGE - RadioShack-Leopard - Saxo-Tinkoff - Sky - Vacansoleil-DCM Equipos continentales profesionales (2)- Team Europcar - IAM Cycling |
| |

## Etapas
| Etapa     | Fecha     | Recorrido              | type                    | Distancia (km) | Ganador              | Líder        |
| --------- | --------- | ---------------------- | ----------------------- | -------------- | -------------------- | ------------ |
| Prólogo   | 23 de abr | Bagnes – Bagnes        | prólogo                 | 7,45           | Chris Froome         | Chris Froome |
| 1.ª etapa | 24 de abr | San Mauricio – Renens  | etapa escarpada         | 176,4          | Gianni Meersman      | Chris Froome |
| 2.ª etapa | 25 de abr | Prilly – Grenchen      | etapa escarpada         | 190,3          | Ramūnas Navardauskas | Chris Froome |
| 3.ª etapa | 26 de abr | Payerne – Payerne      | etapa escarpada         | 181            | Gianni Meersman      | Chris Froome |
| 4.ª etapa | 27 de abr | Marly – Les Diablerets | etapa de montaña        | 188,5          | Simon Špilak         | Chris Froome |
| 5.ª etapa | 28 de abr | Ginebra – Ginebra      | contrarreloj individual | 18,7           | Tony Martin          | Chris Froome |

## Desarrollo de la carrera

### Prólogo
| Bagnes - Bagnes | prólogo | (7,45 km) |

| \| Clasificación de la etapa \| Clasificación de la etapa \| Clasificación de la etapa \| Clasificación de la etapa \| Clasificación de la etapa \| \| Ciclista \| Ciclista \| Equipo \| Tiempo \| \| \| ------------------------- \| ------------------------- \| ------------------------- \| ------------------------- \| ------------------------- \| \| 1.º \| Chris Froome \| Team Sky \| 13 min 15 s \| \| \| 2.º \| Andrew Talansky \| Garmin-Sharp \| + 6 s \| \| \| 3.º \| Robert Kiserlovski \| RadioShack-Leopard \| + 13 s \| \| \| 4.º \| Richie Porte \| Team Sky \| + 15 s \| \| \| 5.º \| Rui Alberto Costa \| Movistar Team \| + 16 s \| \| \| 6.º \| Thibaut Pinot \| FDJ \| + 17 s \| \| \| 7.º \| Stef Clement \| Blanco \| + 17 s \| \| \| 8.º \| Alejandro Valverde \| Movistar Team \| + 17 s \| \| \| 9.º \| Tom Danielson \| Garmin-Sharp \| + 17 s \| \| \| 10.º \| Wilco Kelderman \| Blanco \| + 18 s \| \| |                    |                    |             |
| |                    |                    |             |
| |                    |                    |             |
| Clasificación de la etapa |                    |                    |             |
| Ciclista | Ciclista           | Equipo             | Tiempo      |
| 1.º | Chris Froome       | Team Sky           | 13 min 15 s |
| 2.º | Andrew Talansky    | Garmin-Sharp       | + 6 s       |
| 3.º | Robert Kiserlovski | RadioShack-Leopard | + 13 s      |
| 4.º | Richie Porte       | Team Sky           | + 15 s      |
| 5.º | Rui Alberto Costa  | Movistar Team      | + 16 s      |
| 6.º | Thibaut Pinot      | FDJ                | + 17 s      |
| 7.º | Stef Clement       | Blanco             | + 17 s      |
| 8.º | Alejandro Valverde | Movistar Team      | + 17 s      |
| 9.º | Tom Danielson      | Garmin-Sharp       | + 17 s      |
| 10.º | Wilco Kelderman    | Blanco             | + 18 s      |

| \| Clasificación general \| Clasificación general \| Clasificación general \| Clasificación general \| Clasificación general \| \| Ciclista \| Ciclista \| Equipo \| Tiempo \| \| \| --------------------- \| --------------------- \| --------------------- \| --------------------- \| --------------------- \| \| 1.º \| Chris Froome \| Team Sky \| 13 min 15 s \| \| \| 2.º \| Andrew Talansky \| Garmin-Sharp \| + 6 s \| \| \| 3.º \| Robert Kiserlovski \| RadioShack-Leopard \| + 13 s \| \| \| 4.º \| Richie Porte \| Team Sky \| + 15 s \| \| \| 5.º \| Rui Alberto Costa \| Movistar Team \| + 16 s \| \| \| 6.º \| Thibaut Pinot \| FDJ \| + 17 s \| \| \| 7.º \| Stef Clement \| Blanco \| + 17 s \| \| \| 8.º \| Alejandro Valverde \| Movistar Team \| + 17 s \| \| \| 9.º \| Tom Danielson \| Garmin-Sharp \| + 17 s \| \| \| 10.º \| Wilco Kelderman \| Blanco \| + 18 s \| \| |                    |                    |             |
| |                    |                    |             |
| |                    |                    |             |
| Clasificación general |                    |                    |             |
| Ciclista | Ciclista           | Equipo             | Tiempo      |
| 1.º | Chris Froome       | Team Sky           | 13 min 15 s |
| 2.º | Andrew Talansky    | Garmin-Sharp       | + 6 s       |
| 3.º | Robert Kiserlovski | RadioShack-Leopard | + 13 s      |
| 4.º | Richie Porte       | Team Sky           | + 15 s      |
| 5.º | Rui Alberto Costa  | Movistar Team      | + 16 s      |
| 6.º | Thibaut Pinot      | FDJ                | + 17 s      |
| 7.º | Stef Clement       | Blanco             | + 17 s      |
| 8.º | Alejandro Valverde | Movistar Team      | + 17 s      |
| 9.º | Tom Danielson      | Garmin-Sharp       | + 17 s      |
| 10.º | Wilco Kelderman    | Blanco             | + 18 s      |

### Etapa 1
| San Mauricio - Renens | etapa escarpada | (176,4 km) |

| \| Clasificación de la etapa \| Clasificación de la etapa \| Clasificación de la etapa \| Clasificación de la etapa \| Clasificación de la etapa \| \| Ciclista \| Ciclista \| Equipo \| Tiempo \| \| \| ------------------------- \| ------------------------- \| ------------------------- \| ------------------------- \| ------------------------- \| \| 1.º \| Gianni Meersman \| Omega Pharma-Quick Step \| 4 h 29 min 09 s \| \| \| 2.º \| Giacomo Nizzolo \| RadioShack-Leopard \| + 0 s \| \| \| 3.º \| Roberto Ferrari \| Lampre-Merida \| + 0 s \| \| \| 4.º \| Luka Mezgec \| Argos-Shimano \| + 0 s \| \| \| 5.º \| Kévin Réza \| Team Europcar \| + 0 s \| \| \| 6.º \| Francesco Gavazzi \| Astana \| + 0 s \| \| \| 7.º \| Matthew Goss \| Orica-GreenEDGE \| + 0 s \| \| \| 8.º \| Rui Alberto Costa \| Movistar Team \| + 0 s \| \| \| 9.º \| Gaëtan Bille \| Lotto-Belisol \| + 0 s \| \| \| 10.º \| Marco Marcato \| Vacansoleil-DCM \| + 0 s \| \| |                   |                         |                 |
| |                   |                         |                 |
| |                   |                         |                 |
| Clasificación de la etapa |                   |                         |                 |
| Ciclista | Ciclista          | Equipo                  | Tiempo          |
| 1.º | Gianni Meersman   | Omega Pharma-Quick Step | 4 h 29 min 09 s |
| 2.º | Giacomo Nizzolo   | RadioShack-Leopard      | + 0 s           |
| 3.º | Roberto Ferrari   | Lampre-Merida           | + 0 s           |
| 4.º | Luka Mezgec       | Argos-Shimano           | + 0 s           |
| 5.º | Kévin Réza        | Team Europcar           | + 0 s           |
| 6.º | Francesco Gavazzi | Astana                  | + 0 s           |
| 7.º | Matthew Goss      | Orica-GreenEDGE         | + 0 s           |
| 8.º | Rui Alberto Costa | Movistar Team           | + 0 s           |
| 9.º | Gaëtan Bille      | Lotto-Belisol           | + 0 s           |
| 10.º | Marco Marcato     | Vacansoleil-DCM         | + 0 s           |

| \| Clasificación general \| Clasificación general \| Clasificación general \| Clasificación general \| Clasificación general \| \| Ciclista \| Ciclista \| Equipo \| Tiempo \| \| \| --------------------- \| --------------------- \| --------------------- \| --------------------- \| --------------------- \| \| 1.º \| Chris Froome \| Team Sky \| 4 h 42 min 24 s \| \| \| 2.º \| Andrew Talansky \| Garmin-Sharp \| + 6 s \| \| \| 3.º \| Robert Kiserlovski \| RadioShack-Leopard \| + 13 s \| \| \| 4.º \| Richie Porte \| Team Sky \| + 15 s \| \| \| 5.º \| Rui Alberto Costa \| Movistar Team \| + 16 s \| \| \| 6.º \| Thibaut Pinot \| FDJ \| + 17 s \| \| \| 7.º \| Stef Clement \| Blanco \| + 17 s \| \| \| 8.º \| Alejandro Valverde \| Movistar Team \| + 17 s \| \| \| 9.º \| Tom Danielson \| Garmin-Sharp \| + 17 s \| \| \| 10.º \| Wilco Kelderman \| Blanco \| + 18 s \| \| |                    |                    |                 |
| |                    |                    |                 |
| |                    |                    |                 |
| Clasificación general |                    |                    |                 |
| Ciclista | Ciclista           | Equipo             | Tiempo          |
| 1.º | Chris Froome       | Team Sky           | 4 h 42 min 24 s |
| 2.º | Andrew Talansky    | Garmin-Sharp       | + 6 s           |
| 3.º | Robert Kiserlovski | RadioShack-Leopard | + 13 s          |
| 4.º | Richie Porte       | Team Sky           | + 15 s          |
| 5.º | Rui Alberto Costa  | Movistar Team      | + 16 s          |
| 6.º | Thibaut Pinot      | FDJ                | + 17 s          |
| 7.º | Stef Clement       | Blanco             | + 17 s          |
| 8.º | Alejandro Valverde | Movistar Team      | + 17 s          |
| 9.º | Tom Danielson      | Garmin-Sharp       | + 17 s          |
| 10.º | Wilco Kelderman    | Blanco             | + 18 s          |

### Etapa 2
| Prilly - Grenchen | etapa escarpada | (190,3 km) |

| \| Clasificación de la etapa \| Clasificación de la etapa \| Clasificación de la etapa \| Clasificación de la etapa \| Clasificación de la etapa \| \| Ciclista \| Ciclista \| Equipo \| Tiempo \| \| \| ------------------------- \| ------------------------- \| ------------------------- \| ------------------------- \| ------------------------- \| \| 1.º \| Ramūnas Navardauskas \| Garmin-Sharp \| 4 h 51 min 49 s \| \| \| 2.º \| Enrico Gasparotto \| Astana \| + 0 s \| \| \| 3.º \| Gianni Meersman \| Omega Pharma-Quick Step \| + 0 s \| \| \| 4.º \| Luka Mezgec \| Argos-Shimano \| + 0 s \| \| \| 5.º \| Dominik Nerz \| BMC Racing Team \| + 0 s \| \| \| 6.º \| Francesco Gavazzi \| Astana \| + 0 s \| \| \| 7.º \| Jan Bakelants \| RadioShack-Leopard \| + 0 s \| \| \| 8.º \| Stef Clement \| Blanco \| + 0 s \| \| \| 9.º \| Michael Albasini \| Orica-GreenEDGE \| + 0 s \| \| \| 10.º \| Manuele Mori \| Lampre-Merida \| + 0 s \| \| |                      |                         |                 |
| |                      |                         |                 |
| |                      |                         |                 |
| Clasificación de la etapa |                      |                         |                 |
| Ciclista | Ciclista             | Equipo                  | Tiempo          |
| 1.º | Ramūnas Navardauskas | Garmin-Sharp            | 4 h 51 min 49 s |
| 2.º | Enrico Gasparotto    | Astana                  | + 0 s           |
| 3.º | Gianni Meersman      | Omega Pharma-Quick Step | + 0 s           |
| 4.º | Luka Mezgec          | Argos-Shimano           | + 0 s           |
| 5.º | Dominik Nerz         | BMC Racing Team         | + 0 s           |
| 6.º | Francesco Gavazzi    | Astana                  | + 0 s           |
| 7.º | Jan Bakelants        | RadioShack-Leopard      | + 0 s           |
| 8.º | Stef Clement         | Blanco                  | + 0 s           |
| 9.º | Michael Albasini     | Orica-GreenEDGE         | + 0 s           |
| 10.º | Manuele Mori         | Lampre-Merida           | + 0 s           |

| \| Clasificación general \| Clasificación general \| Clasificación general \| Clasificación general \| Clasificación general \| \| Ciclista \| Ciclista \| Equipo \| Tiempo \| \| \| --------------------- \| --------------------- \| --------------------- \| --------------------- \| --------------------- \| \| 1.º \| Chris Froome \| Team Sky \| 9 h 34 min 13 s \| \| \| 2.º \| Andrew Talansky \| Garmin-Sharp \| + 6 s \| \| \| 3.º \| Robert Kiserlovski \| RadioShack-Leopard \| + 13 s \| \| \| 4.º \| Richie Porte \| Team Sky \| + 15 s \| \| \| 5.º \| Rui Alberto Costa \| Movistar Team \| + 16 s \| \| \| 6.º \| Thibaut Pinot \| FDJ \| + 17 s \| \| \| 7.º \| Stef Clement \| Blanco \| + 17 s \| \| \| 8.º \| Alejandro Valverde \| Movistar Team \| + 17 s \| \| \| 9.º \| Tom Danielson \| Garmin-Sharp \| + 17 s \| \| \| 10.º \| Wilco Kelderman \| Blanco \| + 18 s \| \| |                    |                    |                 |
| |                    |                    |                 |
| |                    |                    |                 |
| Clasificación general |                    |                    |                 |
| Ciclista | Ciclista           | Equipo             | Tiempo          |
| 1.º | Chris Froome       | Team Sky           | 9 h 34 min 13 s |
| 2.º | Andrew Talansky    | Garmin-Sharp       | + 6 s           |
| 3.º | Robert Kiserlovski | RadioShack-Leopard | + 13 s          |
| 4.º | Richie Porte       | Team Sky           | + 15 s          |
| 5.º | Rui Alberto Costa  | Movistar Team      | + 16 s          |
| 6.º | Thibaut Pinot      | FDJ                | + 17 s          |
| 7.º | Stef Clement       | Blanco             | + 17 s          |
| 8.º | Alejandro Valverde | Movistar Team      | + 17 s          |
| 9.º | Tom Danielson      | Garmin-Sharp       | + 17 s          |
| 10.º | Wilco Kelderman    | Blanco             | + 18 s          |

### Etapa 3
| Payerne - Payerne | etapa escarpada | (181 km) |

| \| Clasificación de la etapa \| Clasificación de la etapa \| Clasificación de la etapa \| Clasificación de la etapa \| Clasificación de la etapa \| \| Ciclista \| Ciclista \| Equipo \| Tiempo \| \| \| ------------------------- \| --------------------------- \| ------------------------- \| ------------------------- \| ------------------------- \| \| 1.º \| Gianni Meersman \| Omega Pharma-Quick Step \| 4 h 19 min 03 s \| \| \| 2.º \| Francesco Gavazzi \| Astana \| + 0 s \| \| \| 3.º \| Michael Albasini \| Orica-GreenEDGE \| + 0 s \| \| \| 4.º \| Luka Mezgec \| Argos-Shimano \| + 0 s \| \| \| 5.º \| Juanjo Lobato \| Euskaltel Euskadi \| + 0 s \| \| \| 6.º \| Danilo Wyss \| BMC Racing Team \| + 0 s \| \| \| 7.º \| Rinaldo Nocentini \| AG2R La Mondiale \| + 0 s \| \| \| 8.º \| Roberto Ferrari \| Lampre-Merida \| + 0 s \| \| \| 9.º \| Reinardt Janse van Rensburg \| Argos-Shimano \| + 0 s \| \| \| 10.º \| Xavier Florencio \| Katusha \| + 0 s \| \| |                             |                         |                 |
| |                             |                         |                 |
| |                             |                         |                 |
| Clasificación de la etapa |                             |                         |                 |
| Ciclista | Ciclista                    | Equipo                  | Tiempo          |
| 1.º | Gianni Meersman             | Omega Pharma-Quick Step | 4 h 19 min 03 s |
| 2.º | Francesco Gavazzi           | Astana                  | + 0 s           |
| 3.º | Michael Albasini            | Orica-GreenEDGE         | + 0 s           |
| 4.º | Luka Mezgec                 | Argos-Shimano           | + 0 s           |
| 5.º | Juanjo Lobato               | Euskaltel Euskadi       | + 0 s           |
| 6.º | Danilo Wyss                 | BMC Racing Team         | + 0 s           |
| 7.º | Rinaldo Nocentini           | AG2R La Mondiale        | + 0 s           |
| 8.º | Roberto Ferrari             | Lampre-Merida           | + 0 s           |
| 9.º | Reinardt Janse van Rensburg | Argos-Shimano           | + 0 s           |
| 10.º | Xavier Florencio            | Katusha                 | + 0 s           |

| \| Clasificación general \| Clasificación general \| Clasificación general \| Clasificación general \| Clasificación general \| \| Ciclista \| Ciclista \| Equipo \| Tiempo \| \| \| --------------------- \| --------------------- \| ----------------------- \| --------------------- \| --------------------- \| \| 1.º \| Chris Froome \| Team Sky \| 13 h 53 min 16 s \| \| \| 2.º \| Andrew Talansky \| Garmin-Sharp \| + 6 s \| \| \| 3.º \| Gianni Meersman \| Omega Pharma-Quick Step \| + 9 s \| \| \| 4.º \| Robert Kiserlovski \| RadioShack-Leopard \| + 13 s \| \| \| 5.º \| Richie Porte \| Team Sky \| + 15 s \| \| \| 6.º \| Rui Alberto Costa \| Movistar Team \| + 16 s \| \| \| 7.º \| Thibaut Pinot \| FDJ \| + 17 s \| \| \| 8.º \| Stef Clement \| Blanco \| + 17 s \| \| \| 9.º \| Alejandro Valverde \| Movistar Team \| + 17 s \| \| \| 10.º \| Tom Danielson \| Garmin-Sharp \| + 17 s \| \| |                    |                         |                  |
| |                    |                         |                  |
| |                    |                         |                  |
| Clasificación general |                    |                         |                  |
| Ciclista | Ciclista           | Equipo                  | Tiempo           |
| 1.º | Chris Froome       | Team Sky                | 13 h 53 min 16 s |
| 2.º | Andrew Talansky    | Garmin-Sharp            | + 6 s            |
| 3.º | Gianni Meersman    | Omega Pharma-Quick Step | + 9 s            |
| 4.º | Robert Kiserlovski | RadioShack-Leopard      | + 13 s           |
| 5.º | Richie Porte       | Team Sky                | + 15 s           |
| 6.º | Rui Alberto Costa  | Movistar Team           | + 16 s           |
| 7.º | Thibaut Pinot      | FDJ                     | + 17 s           |
| 8.º | Stef Clement       | Blanco                  | + 17 s           |
| 9.º | Alejandro Valverde | Movistar Team           | + 17 s           |
| 10.º | Tom Danielson      | Garmin-Sharp            | + 17 s           |

### Etapa 4
| Marly - Les Diablerets | etapa de montaña | (188,5 km) |

| \| Clasificación de la etapa \| Clasificación de la etapa \| Clasificación de la etapa \| Clasificación de la etapa \| Clasificación de la etapa \| \| Ciclista \| Ciclista \| Equipo \| Tiempo \| \| \| ------------------------- \| ------------------------- \| ------------------------- \| ------------------------- \| ------------------------- \| \| 1.º \| Simon Špilak \| Katusha \| 5 h 10 min 00 s \| \| \| 2.º \| Chris Froome \| Team Sky \| + 0 s \| \| \| 3.º \| Rui Alberto Costa \| Movistar Team \| + 1 min 03 s \| \| \| 4.º \| Alejandro Valverde \| Movistar Team \| + 1 min 03 s \| \| \| 5.º \| Wilco Kelderman \| Blanco \| + 1 min 03 s \| \| \| 6.º \| Carlos Betancur \| AG2R La Mondiale \| + 1 min 03 s \| \| \| 7.º \| Marcel Wyss \| IAM Cycling \| + 1 min 03 s \| \| \| 8.º \| Jean-Christophe Péraud \| AG2R La Mondiale \| + 1 min 03 s \| \| \| 9.º \| Robert Kiserlovski \| RadioShack-Leopard \| + 1 min 03 s \| \| \| 10.º \| Igor Antón \| Euskaltel Euskadi \| + 1 min 03 s \| \| |                        |                    |                 |
| |                        |                    |                 |
| |                        |                    |                 |
| Clasificación de la etapa |                        |                    |                 |
| Ciclista | Ciclista               | Equipo             | Tiempo          |
| 1.º | Simon Špilak           | Katusha            | 5 h 10 min 00 s |
| 2.º | Chris Froome           | Team Sky           | + 0 s           |
| 3.º | Rui Alberto Costa      | Movistar Team      | + 1 min 03 s    |
| 4.º | Alejandro Valverde     | Movistar Team      | + 1 min 03 s    |
| 5.º | Wilco Kelderman        | Blanco             | + 1 min 03 s    |
| 6.º | Carlos Betancur        | AG2R La Mondiale   | + 1 min 03 s    |
| 7.º | Marcel Wyss            | IAM Cycling        | + 1 min 03 s    |
| 8.º | Jean-Christophe Péraud | AG2R La Mondiale   | + 1 min 03 s    |
| 9.º | Robert Kiserlovski     | RadioShack-Leopard | + 1 min 03 s    |
| 10.º | Igor Antón             | Euskaltel Euskadi  | + 1 min 03 s    |

| \| Clasificación general \| Clasificación general \| Clasificación general \| Clasificación general \| Clasificación general \| \| Ciclista \| Ciclista \| Equipo \| Tiempo \| \| \| --------------------- \| --------------------- \| --------------------- \| --------------------- \| --------------------- \| \| 1.º \| Chris Froome \| Team Sky \| 19 h 03 min 10 s \| \| \| 2.º \| Simon Špilak \| Katusha \| + 47 s \| \| \| 3.º \| Rui Alberto Costa \| Movistar Team \| + 1 min 21 s \| \| \| 4.º \| Robert Kiserlovski \| RadioShack-Leopard \| + 1 min 22 s \| \| \| 5.º \| Thibaut Pinot \| FDJ \| + 1 min 26 s \| \| \| 6.º \| Alejandro Valverde \| Movistar Team \| + 1 min 26 s \| \| \| 7.º \| Tom Danielson \| Garmin-Sharp \| + 1 min 26 s \| \| \| 8.º \| Wilco Kelderman \| Blanco \| + 1 min 27 s \| \| \| 9.º \| Carlos Betancur \| AG2R La Mondiale \| + 1 min 28 s \| \| \| 10.º \| Marcel Wyss \| IAM Cycling \| + 1 min 43 s \| \| |                    |                    |                  |
| |                    |                    |                  |
| |                    |                    |                  |
| Clasificación general |                    |                    |                  |
| Ciclista | Ciclista           | Equipo             | Tiempo           |
| 1.º | Chris Froome       | Team Sky           | 19 h 03 min 10 s |
| 2.º | Simon Špilak       | Katusha            | + 47 s           |
| 3.º | Rui Alberto Costa  | Movistar Team      | + 1 min 21 s     |
| 4.º | Robert Kiserlovski | RadioShack-Leopard | + 1 min 22 s     |
| 5.º | Thibaut Pinot      | FDJ                | + 1 min 26 s     |
| 6.º | Alejandro Valverde | Movistar Team      | + 1 min 26 s     |
| 7.º | Tom Danielson      | Garmin-Sharp       | + 1 min 26 s     |
| 8.º | Wilco Kelderman    | Blanco             | + 1 min 27 s     |
| 9.º | Carlos Betancur    | AG2R La Mondiale   | + 1 min 28 s     |
| 10.º | Marcel Wyss        | IAM Cycling        | + 1 min 43 s     |

### Etapa 5
| Ginebra - Ginebra | contrarreloj individual | (18,7 km) |

| \| Clasificación de la etapa \| Clasificación de la etapa \| Clasificación de la etapa \| Clasificación de la etapa \| Clasificación de la etapa \| \| Ciclista \| Ciclista \| Equipo \| Tiempo \| \| \| ------------------------- \| ------------------------- \| ------------------------- \| ------------------------- \| ------------------------- \| \| 1.º \| Tony Martin \| Omega Pharma-Quick Step \| 21 min 07 s \| \| \| 2.º \| Adriano Malori \| Lampre-Merida \| + 16 s \| \| \| 3.º \| Chris Froome \| Team Sky \| + 34 s \| \| \| 4.º \| Lieuwe Westra \| Vacansoleil-DCM \| + 36 s \| \| \| 5.º \| Simon Špilak \| Katusha \| + 41 s \| \| \| 6.º \| Stef Clement \| Blanco \| + 50 s \| \| \| 7.º \| Richie Porte \| Team Sky \| + 52 s \| \| \| 8.º \| Mads Christensen \| Saxo-Tinkoff \| + 55 s \| \| \| 9.º \| Rohan Dennis \| Garmin-Sharp \| + 56 s \| \| \| 10.º \| Tobias Ludvigsson \| Argos-Shimano \| + 1 min 01 s \| \| |                   |                         |              |
| |                   |                         |              |
| |                   |                         |              |
| Clasificación de la etapa |                   |                         |              |
| Ciclista | Ciclista          | Equipo                  | Tiempo       |
| 1.º | Tony Martin       | Omega Pharma-Quick Step | 21 min 07 s  |
| 2.º | Adriano Malori    | Lampre-Merida           | + 16 s       |
| 3.º | Chris Froome      | Team Sky                | + 34 s       |
| 4.º | Lieuwe Westra     | Vacansoleil-DCM         | + 36 s       |
| 5.º | Simon Špilak      | Katusha                 | + 41 s       |
| 6.º | Stef Clement      | Blanco                  | + 50 s       |
| 7.º | Richie Porte      | Team Sky                | + 52 s       |
| 8.º | Mads Christensen  | Saxo-Tinkoff            | + 55 s       |
| 9.º | Rohan Dennis      | Garmin-Sharp            | + 56 s       |
| 10.º | Tobias Ludvigsson | Argos-Shimano           | + 1 min 01 s |

## Clasificaciones finales
- Las clasificaciones finalizaron de la siguiente forma:[4]

### Clasificación general
| \| Clasificación general \| Clasificación general \| Clasificación general \| Clasificación general \| Clasificación general \| \| Ciclista \| Ciclista \| Equipo \| Tiempo \| \| \| --------------------- \| ---------------------- \| --------------------- \| --------------------- \| --------------------- \| \| 1.º \| Chris Froome \| Team Sky \| 19 h 24 min 51 s \| \| \| 2.º \| Simon Špilak \| Katusha \| + 54 s \| \| \| 3.º \| Rui Alberto Costa \| Movistar Team \| + 1 min 49 s \| \| \| 4.º \| Tom Danielson \| Garmin-Sharp \| + 1 min 54 s \| \| \| 5.º \| Wilco Kelderman \| Blanco \| + 2 min 03 s \| \| \| 6.º \| Jean-Christophe Péraud \| AG2R La Mondiale \| + 2 min 14 s \| \| \| 7.º \| Jurgen van den Broeck \| Lotto-Belisol \| + 2 min 16 s \| \| \| 8.º \| Richie Porte \| Team Sky \| + 2 min 31 s \| \| \| 9.º \| Alejandro Valverde \| Movistar Team \| + 2 min 32 s \| \| \| 10.º \| Marcel Wyss \| IAM Cycling \| + 2 min 41 s \| \| |                        |                  |                  |
| |                        |                  |                  |
| Fuente: ProCyclingStats |                        |                  |                  |
| Clasificación general |                        |                  |                  |
| Ciclista | Ciclista               | Equipo           | Tiempo           |
| 1.º | Chris Froome           | Team Sky         | 19 h 24 min 51 s |
| 2.º | Simon Špilak           | Katusha          | + 54 s           |
| 3.º | Rui Alberto Costa      | Movistar Team    | + 1 min 49 s     |
| 4.º | Tom Danielson          | Garmin-Sharp     | + 1 min 54 s     |
| 5.º | Wilco Kelderman        | Blanco           | + 2 min 03 s     |
| 6.º | Jean-Christophe Péraud | AG2R La Mondiale | + 2 min 14 s     |
| 7.º | Jurgen van den Broeck  | Lotto-Belisol    | + 2 min 16 s     |
| 8.º | Richie Porte           | Team Sky         | + 2 min 31 s     |
| 9.º | Alejandro Valverde     | Movistar Team    | + 2 min 32 s     |
| 10.º | Marcel Wyss            | IAM Cycling      | + 2 min 41 s     |

### Clasificación de la montaña
| Clasificación de la montaña | Clasificación de la montaña | Clasificación de la montaña | Clasificación de la montaña | Clasificación de la montaña |
| Ciclista                    | Ciclista                    | Equipo                      | Puntos                      |                             |
| --------------------------- | --------------------------- | --------------------------- | --------------------------- | --------------------------- |
| 1.º                         | Marcus Burghardt            | BMC Racing Team             | 46 pts                      |                             |
| 2.º                         | Garikoitz Bravo             | Euskaltel Euskadi           | 29 pts                      |                             |
| 3.º                         | Arthur Vichot               | FDJ                         | 26 pts                      |                             |
| 4.º                         | Pierre Rolland              | Team Europcar               | 19 pts                      |                             |
| 5.º                         | Julien Bérard               | AG2R La Mondiale            | 18 pts                      |                             |

### Clasificación de los sprints
| Clasificación de las metas volantes | Clasificación de las metas volantes | Clasificación de las metas volantes | Clasificación de las metas volantes | Clasificación de las metas volantes |
| Ciclista                            | Ciclista                            | Equipo                              | Puntos                              |                                     |
| ----------------------------------- | ----------------------------------- | ----------------------------------- | ----------------------------------- | ----------------------------------- |
| 1.º                                 | Matthias Brändle                    | IAM Cycling                         | 19 pts                              |                                     |
| 2.º                                 | Arthur Vichot                       | FDJ                                 | 9 pts                               |                                     |
| 3.º                                 | Marcus Burghardt                    | BMC Racing Team                     | 9 pts                               |                                     |
| 4.º                                 | Julien Bérard                       | AG2R La Mondiale                    | 7 pts                               |                                     |
| 5.º                                 | Mikel Astarloza                     | Euskaltel Euskadi                   | 6 pts                               |                                     |

### Clasificación de los jóvenes
| Clasificación del mejor joven | Clasificación del mejor joven | Clasificación del mejor joven | Clasificación del mejor joven | Clasificación del mejor joven |
| Ciclista                      | Ciclista                      | Equipo                        | Tiempo                        |                               |
| ----------------------------- | ----------------------------- | ----------------------------- | ----------------------------- | ----------------------------- |
| 1.º                           | Wilco Kelderman               | Blanco                        | 19 h 26 min 54 s              |                               |
| 2.º                           | Thibaut Pinot                 | FDJ                           | + 40 s                        |                               |
| 3.º                           | Carlos Betancur               | AG2R La Mondiale              | + 48 s                        |                               |
| 4.º                           | Sébastien Reichenbach         | IAM Cycling                   | + 3 min 34 s                  |                               |
| 5.º                           | Georg Preidler                | Argos-Shimano                 | + 3 min 48 s                  |                               |

### Clasificación por equipos
| Clasificación por equipos | Clasificación por equipos | Clasificación por equipos | Clasificación por equipos |
| Equipo                    | Equipo                    | Tiempo                    |                           |
| ------------------------- | ------------------------- | ------------------------- | ------------------------- |
| 1.º                       | Sky                       | 58 h 20 min 44 s          |                           |
| 2.º                       | RadioShack-Leopard        | + 4 min 23 s              |                           |
| 3.º                       | Movistar Team             | + 5 min 19 s              |                           |
| 4.º                       | IAM Cycling               | + 5 min 22 s              |                           |
| 5.º                       | AG2R La Mondiale          | + 6 min 30 s              |                           |

## Evolución de las clasificaciones
| Etapa (Vencedor)                 | Clasificación general | Clasificación de la montaña | Clasificación de los sprints | Clasificación de los jóvenes | Clasificación por equipos |
| -------------------------------- | --------------------- | --------------------------- | ---------------------------- | ---------------------------- | ------------------------- |
| Prólogo (CRI) (Chris Froome)     | Chris Froome          | Chris Froome                | no se entregó                | Thibaut Pinot                | Sky                       |
| 1.ª etapa (Gianni Meersman)      | Chris Froome          | Garikoitz Bravo             | Julien Bérard                | Thibaut Pinot                | Sky                       |
| 2.ª etapa (Ramūnas Navardauskas) | Chris Froome          | Garikoitz Bravo             | Matthias Brändle             | Thibaut Pinot                | Sky                       |
| 3.ª etapa (Gianni Meersman)      | Chris Froome          | Marcus Burghardt            | Matthias Brändle             | Thibaut Pinot                | Sky                       |
| 4.ª etapa (Simon Špilak)         | Chris Froome          | Marcus Burghardt            | Matthias Brändle             | Thibaut Pinot                | Sky                       |
| 5.ª etapa (CRI) (Tony Martin)    | Chris Froome          | Marcus Burghardt            | Matthias Brändle             | Wilco Kelderman              | Sky                       |
| Final                            | Chris Froome          | Marcus Burghardt            | Matthias Brändle             | Wilco Kelderman              | Sky                       |